# Rhinocypha pagenstecheri
Rhinocypha pagenstecheri là loài chuồn chuồn trong họ Chlorocyphidae. Loài này được Förster mô tả khoa học đầu tiên năm 1897.